# Fuldaaue um Kassel
Fuldaaue um Kassel este o arie protejată (arie de protecție specială avifaunistică — SPA) din Germania întinsă pe o suprafață de 828,93 ha, integral pe uscat.

## Localizare
Centrul sitului Fuldaaue um Kassel este situat la coordonatele 51°15′29″N 9°29′14″E / 51.2581°N 9.4872°E.

## Înființare
Situl Fuldaaue um Kassel a fost declarat arie de protecție specială avifaunistică în noiembrie 2004 pentru a proteja 29 de specii de animale.

## Biodiversitate
Situată în ecoregiunea continentală, aria protejată nu include niciun habitat protejat.
La baza desemnării sitului se află mai multe specii protejate de  păsări (29): fluierar de munte (Actitis hypoleucos), pescăruș albastru (Alcedo atthis), rață lingurar (Anas clypeata), rață mică (Anas crecca crecca), rață fluierătoare (Anas penelope), rață cârâitoare (Anas querquedula), Anas strepera strepera, gâscă cenușie (Anser anser), fâsă de luncă (Anthus pratensis), Ardea cinerea cinerea, rață-cu-cap-castaniu (Aythya ferina), rața moțată (Aythya fuligula), Aythya marila, Charadrius dubius curonicus, chirighiță neagră (Chlidonias niger), presură de stuf (Emberiza schoeniclus), becațină comună (Gallinago gallinago), sfrâncioc roșiatic (Lanius collurio), ferestraș mic (Mergus albellus), Mergus merganser merganser, rață cu ciuf (Netta rufina), vultur pescar (Pandion haliaetus), cormoran mare (Phalacrocorax carbo carbo), Podiceps cristatus cristatus, Podiceps grisegena grisegena, Rallus aquaticus aquaticus, pițigoi-pungar (Remiz pendulinus), Tachybaptus ruficollis ruficollis, nagâț (Vanellus vanellus).